# Långsjön (Rogsta socken, Hälsingland, 685866-157501)
Långsjön är en sjö i Hudiksvalls kommun i Hälsingland och ingår i Harmångersån-Delångersåns kustområde. Sjön är 19 meter djup, har en yta på 1,63 kvadratkilometer och befinner sig 26 meter över havet. Sjön avvattnas av vattendraget Kvarnmorabäcken.

## Delavrinningsområde
Långsjön ingår i det delavrinningsområde (685918-157333) som SMHI kallar för Utloppet av Långsjön. Medelhöjden är 46 meter över havet och ytan är 7,84 kvadratkilometer. Det finns ett avrinningsområde uppströms, och räknas det in blir den ackumulerade arean 13,29 kvadratkilometer. Avrinningsområdets utflöde Kvarnmorabäcken mynnar i havet. Avrinningsområdet består mestadels av skog (74 procent). Avrinningsområdet har 1,63 kvadratkilometer vattenytor vilket ger det en sjöprocent på 20,7 procent.